# Arxiu Fotogràfic de Barcelona
L'Arxiu Fotogràfic de Barcelona (AFB) és un òrgan dedicat a la recollida, conservació, organització i difusió dels fons i col·leccions fotogràfiques d'interès per a la història de la ciutat i per a la història de la fotografia.

## Història
Té els seus orígens l'any 1916, quan la Comissió de Cultura Municipal projecta i encarrega al regidor Jaume Bofill i Matas, i al cap de la Secció de Governació, Ignasi de Janer, la reorganització de l'Arxiu Municipal i les seves publicacions. Amb aquest objectiu, el 1917 la Comissió de Cultura creà l'Oficina Municipal d'Investigacions Històriques, i aquesta planificà una reforma on proposà, entre altres qüestions, la separació dels fons documentals en històrics i administratius i la instal·lació de l'Arxiu Històric en un edifici propi.
Entre 1917 i 1918, Agustí Duran i Sanpere, futur director de l'Arxiu, dibuixà un pla d'organització del centre on va incloure una Secció Gràfica destinada a custodiar dos tipus de documents: d'una banda, dibuixos i plànols i, de l'altra, el que ell anomenà «repertori de reproduccions fotogràfiques d'objectes de la ciutat de valor històric». En aquesta primera fase, la futura Secció Gràfica s'anava enriquint amb aportacions de fons no municipals i privats, amb encàrrecs a fotògrafs i amb transferències municipals. Són fruit d'aquesta etapa inicial interessants donacions, com la col·lecció de l'industrial i mecenes de les arts Agustí Massana, el fons del diplomàtic i escriptor Eduard Toda, el fons de retrats de l'escriptor barceloní Pompeu Gener o el fons de negatius, postals i còpies sobre paper de l'editor Àngel Toldrà Viazo. També corresponen a aquesta època els encàrrecs de positius i de negatius de la direcció de l'Arxiu a fotògrafs reconeguts, com Jaume Ribera Llopis, Adolf Mas (Estudi Mas) o Cuyàs, i algun trasllat de fotografies des del departament de Majordomia de l'Ajuntament.
El 1919, l'Ajuntament de Barcelona comprà i reformà la Casa de l'Ardiaca, i el 1921 s'inicià el trasllat dels fons històrics de l'última planta de la Casa de la Ciutat a la nova seu. El procés culminaria el 1922, quan el president de la Comissió de Cultura, Lluís Nicolau i d'Olwer, inaugurà les noves instal·lacions sota la direcció d'Agustí Duran i Sanpere.
Entre 1923 i 1930, tot i l'entrebanc que va suposar la dictadura de Primo de Rivera, la Secció continuava incrementant el seu repertori de reproduccions fotogràfiques. Durant aquest mateix període, l'AHCB fou l'encarregat de muntar les instal·lacions relatives a la història de la ciutat del pavelló Ciutat de Barcelona de l'Exposició Internacional de 1929. Aquest fet va provocar que s'intensifiquessin les adquisicions de documents, entre els quals hi havia fotografies. A més, la urbanització de la muntanya de Montjuïc, amb motiu de la celebració de l'Exposició Internacional, va generar un seguiment fotogràfic força exhaustiu dels canvis urbanístics que, anys més tard, s'incorporà a la Secció Gràfica de l'Arxiu i li donà un important impuls.

### Creació
L'any 1931 esdevingué un fet que suposa un punt d'inflexió molt important per als fons fotogràfics: 
| «                                                                    | Amb data de 4 d'agost de 1931 el Govern de la Generalitat acordà concedir a l'Arxiu Històric de la Ciutat una subvenció de cinc mil pessetes per tal de contribuir a les despeses que ocasionés el recull de tots aquells documents, especialment gràfics, relacionats amb els successos esdevinguts en terra catalana d'ençà del 14 d'abril del dit any i que signifiquessin altres tantes dades per a la història de la República | » |
| — Arxiu Històric de la Ciutat de Barcelona. Ajuntament de Barcelona. | |   |

S'inicia així una Crònica Gràfica de la ciutat formada per les fotografies que es produïen espontàniament, les que eren originades per la informació periodística, les que reproduïen fets representatius del moment i la producció fotogràfica del mateix Arxiu en tots aquells casos en què la diligència periodística i la iniciativa particular deixava desatesos. Amb aquest objectiu, l'Arxiu arribà a acords favorables amb fotoperiodistes cabdals en la història de la fotografia catalana que van contribuir a donar forma i prestigi als fons fotogràfics. Igualment, encarregà tiratges fotogràfics, principalment a Carlos Pérez de Rozas i Josep Domínguez, i comprà més de 4.000 fotografies, entre negatius i positius, al fotoperiodista Josep Maria Sagarra. Consegüentment, el volum de documents fotogràfics es va incrementar notablement.
L'any 1932, només fruit d'aquesta campanya s'havien recollit més de 3.500 còpies fotogràfiques i més de 5.000 negatius, la qual cosa va impulsar la necessitat d'organitzar aquesta documentació per posar-la a l'abast del públic. Naixia així, l'any 1931, amb un lloc propi a l'última planta de la Casa de l'Ardiaca, la secció de fotografies de l'AHCB, que, encara que amb funció autònoma, formava part de la Secció de Gràfics i quedava integrada per l'inventari fotogràfic del patrimoni històric i artístic de la ciutat i la crònica gràfica de Catalunya.
Tot just creada la Secció, el 1932, arribà a l'Arxiu el conjunt de negatius fotogràfics produïts pel Servei de l'Exposició Internacional de Barcelona de 1929 i, un any més tard, el 1933, van ingressar els positius corresponents degudament ordenats en 80 àlbums; en total, unes 13.000 fotografies.
A aquest considerable volum, cal sumar-hi les adquisicions de fons patrimonials, com ara el magnífic fons que l'Editorial López utilitzava per il·lustrar les seves publicacions, les fotografies de paisatge i retrats del fons personal del literat Antoni Bulbena, un conjunt de fotografies de la Barcelona vuitcentista donat pel Joan Roura o la compra dels fons d'originals de càmera que el fotògraf Amadeu Mariné va fer sobre l'escena teatral catalana del començament de segle xx. La Secció prosseguia amb els encàrrecs a fotògrafs per anar completant l'inventari fotogràfic del patrimoni històric i artístic de la ciutat i la crònica gràfica de Catalunya. Josep Gudiol, Carlos Pérez de Rozas, Joan Estorch i Francesc Serra van continuar aportant-hi les seves fotografies.

### Guerra Civil Espanyola
Amb la Secció organitzada i a ple ritme, va esclatar la Guerra Civil espanyola. El conflicte aturà l'activitat normal de l'AHCB i, tal com digué el mateix Duran i Sanpere, «el porta al camp de la beneficència arxivística». Duran i Sanpre fou nomenat per la Generalitat de Catalunya director de la Secció d'Arxius Documentals del Servei de Patrimoni, Històric, Artístic i Científic de Catalunya, amb la missió d'organitzar i protegir els fons arxivístics i documentals. L'AHCB esdingué així un centre d'acollida de fons públics i privats per tal de salvaguardar-los de possibles destruccions i desaparicions a conseqüència de la Guerra. Per desenvolupar aquesta tasca, es va comptar amb nombrosos voluntaris i els fons es van traslladar a diverses seus. En aquest context, l'any 1938 la Secció de Fotografies es va traslladar al soterrani de la plaça Nova. Si bé la Guerra alenteix el curs normal de l'AHCB, els anys 1936 i 1937 la Secció de Fotografies va continuar incrementant els seus fons amb les fotografies encarregades a Joan Estorch, Josep Gudiol i Carlos Pérez de Rozas, i amb importants donacions, com el conjunt de fotografies de caràcter religiós de la família d'Alòs i Dou, el fons de negatius sobre la tasca educativa del Col·legi de la Companyia de Jesús o els retrats de personatges del món del teatre i la música que el crític i escriptor Rafael Moragas donà el 1937 abans d'exiliar-se a França.

### De 1940 a 1987
Acabada la contesa, la Secció tornà a la Casa de l'Ardiaca i continuaren les aportacions dels fotògrafs Pérez de Rozas i de Pere Estorch, als quals, l'any 1941, s'afegeix Juan Ramírez, que començà a prestar servei com a fotògraf de l'Arxiu. En el període posterior al conflicte bèl·lic augmentaren considerablement els ingressos, ja que molts particulars cediren els seus fons. És el cas del fons fotogràfic sobre el Bisbat de Barcelona, donat per l'arxiver de la Catedral de Barcelona Josep Mas i Domènech, les col·leccions de fotografies de temàtica religiosa de Josep Roig i Puñed i de l'empresari Joan Serra i Graupera, o el fons de retrats de l'escena catalana de la Nova Empresa del Teatre Català, realitzats per Pau Audouard i donats per Adrià Gual. També a conseqüència de la Guerra, el 1939, l'entitat barcelonina Sociedad Atracción de Forasteros, que durant 30 anys s'havia dedicat a la divulgació turística de Barcelona i Catalunya, es veié obligada a tancar portes i dona el seu fons fotogràfic a l'AHCB. L'octubre del mateix any, el fotògraf municipal Carlos Pérez de Rozas va lliurar el seu fons de negatius de «la época roja, desde el 18 de julio de 1936 hasta la entrada de las gloriosas tropas del Ejército Nacional de Barcelona». Igualment, el 1939, el prestigiós i conegut Arxiu Mas (el propietari i fotògraf del qual, Adolf Mas, ja havia treballat per a l'Arxiu Històric des del seu inici) proposa al director la venda de l'Arxiu Mas, suggeriment que no va arribar a reeixir. Finalment, cal destacar que en aquest període s'acaba de concretar la donació de l'excel·lent fons personal de l'escriptor, dibuixant i músic català Apel·les Mestres, formada per més de 4.000 fotografies dels segles xix i xx.
A partir de 1940, la polifacètica activitat de Duran i Sanpere (arxiver, historiador de l'art, arqueòleg, etnògraf, etc.) es desenvolupà àmpliament. La diversitat d'actuacions que es realitzaren (excavacions, publicacions, gestió de museus, etc.) va repercutir a la Secció de Fotografies i va provocar un increment en els treballs fotogràfics, així com una diversificació dels fotògrafs que hi treballaren. Al mateix temps, aportaren fotografies Pere Estorch (va fer un seguiment exhaustiu de les excavacions de la ciutat), Carlos Pérez de Rozas, Manuel Cuyàs, Juan Ramírez, Claudi Gómez Grau (va acompanyar l'etnògraf Ramon Violant i Simorra en un viatge pels Pirineus amb motiu de la creació del MAITP), Francesc Serra, Joan Vidal Ventosa, l'Arxiu Mas, Ramon Calvet, Hermenegild Vallvé, Leopoldo Plasencia o Francisco Fazio (aquests darrers més dedicats a les publicacions de l'Arxiu).
D'altra banda, no s'obviaren les adquisicions d'aquells fons que s'oferien a l'Arxiu. En són un bon exemple la compra del fons del fotoperiodista Frederic Ballell, el conjunt de retrats del segle xix de Joan Costa i Simón, la compra de més de 4.000 plaques de vidre que restaven a casa del fotògraf Josep Domínguez (mort el 1942), la donació de fotografies i àlbums de la Girona del segle xix de l'arqueòleg Josep Gibert, el fons de postals i fotografies del segle xix del col·leccionista i industrial Rossend Partagàs, el grup de retrats d'actors del segle xix realitzat per Espluges i donat pel dibuixant i col·leccionista Joaquim Renart, o les compres de fotografies a Joan Gaspar, Josep Colomines o Adolf Zerkowitz. L'increment i la diversitat de fotografies de la Secció va contribuir molt favorablement a enriquir el repertori d'il·lustracions per a les publicacions que es feien a Catalunya, ja que fins aquell moment els editors no podien accedir a les fotografies que ara es conservaven a l'Arxiu.
El 1957 es va jubilar Duran i Sanpere, substituït fins a l'any 1981 per l'historiador Pere Voltes. Durant aquesta etapa, per primera vegada la Secció de Fotografies deixà de formar part de l'Arxiu Gràfic i passà a ser una secció independent. Voltes va continuar la política d'ingrés de fons del seu predecessor. Així, la Secció es va anar nodrint d'imatges a través dels treballs fotogràfics, principalment de Pere Estorch (fins al 1964) i Manuel Pérez de Rozas (substitueix el seu pare Carlos, mort el 1954), encara que també es van incorporant fotografies de Joan Francés Estorch (durant anys va fer les reproduccions fotogràfiques de l'Arxiu) i Joaquim Domínguez; aquest darrer va fer les fotografies de cerimonial i actes oficials de l'Arxiu. Quant a les adquisicions de fons patrimonials, destaquen les fotografies dels anys cinquanta de personatges del món de l'espectacle i la societat del Club Martini, les fotografies aèries de l'empresa TAF (Trabajos Aéreos y Fotogramétricos), el fons personal de l'industrial i col·leccionista Lluís Plandiura integrat per fotografies relatives a l'Exposició Internacional de Barcelona, el conjunt d'imatges de l'activitat diària de l'Escola Industrial donat per Manuel Robert, o les fotografies d'aeronaus de l'aeronauta capità Ibars. Val la pena, però, posar en relleu la donació del magnífic fons de la dibuixant Lola Anglada format per més de 6.000 fotografies del segle xix i xx.
L'any 1981, Pere Voltes deixà el càrrec i durant els anys vuitanta és substituït, successivament, per diversos directors: Jaume Sobrequés (1981-1984), Montserrat Condomines (1984-1985), Sebastià Riera (1986-1987) i Anna Maria Adroer (1988-1989). Tot ells van continuar la tasca de recollida i difusió dels fons fotogràfics portada a terme fins aleshores.
Als anys 1980, la Secció s'enriquí bàsicament de les fotografies que la nissaga de fotoperiodistes Pérez de Rozas aportà a la crònica gràfica i d'adquisicions puntuals, com el conjunt de fotografies dels Encants Vells de Barcelona, fetes entre 1979 i 1982 per Antonio Corral, amb les quals s'organitzà a la Casa de l'Ardiaca una exposició titulada Els Encants i la seva gent, el fons personal de l'enginyer barceloní Carles Buïgas, l'ingrés de l'abundant i enciclopèdic fons fotogràfic d'El Diari de Barcelona, o la notable compra de més de 90.000 fotografies, majoritàriament negatius, del fotoperiodista dedicat al món de l'espectacle i la societat Josep Postius.
El 1984, es va signar també un conveni de cessió en dipòsit al Museu del Futbol Club Barcelona de quatre àlbums originals de l'homenatge a Joan Gamper.
El 150è aniversari del naixement de la fotografia, el 50è aniversari de la Guerra Civil espanyola, el centenari de l'Exposició Universal de Barcelona i, en general, la gran demanda de la societat de fotografies per il·lustrar les seves publicacions van provocar, inevitablement, l'augment de consultors de l'Arxiu i, per tant, la necessitat d'ampliar el ventall de documents consultables. D'altra banda, l'any 1990, l'AFB s'enriquí notablement amb un llegat fotogràfic de gran valor testimonial. Es tracta de la compra del fons de negatius fets per la nissaga de fotoperiodistes Pérez de Rozas des de gener de 1957 fins al 1990, en total més de 800.000 fotografies. La Secció ja albergava una part molt important d'aquest fons iniciat l'any 1929 per Carlos Pérez de Rozas i continuat pels seus fills Carlos, Manuel, Rafael i Enrique.

### 1988-1993
L'any 1988 es produí un punt d'inflexió en la Secció de Fotografies. L'historiador i arxiver gironí Ramon Alberch i Fugueras, redactà el Projecte d'ordenació d'arxius, amb l'objectiu d'organitzar, en el sentit més ampli del terme, els arxius de l'Ajuntament de Barcelona. El projecte va incorporar, per primera vegada, el concepte de fotografia com a document d'arxiu i feia una menció especial a la necessitat d'un tractament peculiar per a les fotografies, tant en el camp arxivístic com en el de la conservació.
El 1991, essent director Manuel Rovira i arxiver en cap de l'Ajuntament de Barcelona Ramon Alberch, i en el marc d'aplicació del Projecte d'ordenació d'arxius redactat el 1988, s'inicien les obres de remodelació de l'AHCB, motiu pel qual la Secció de Fotografies es va haver de traslladar a la Sala Barcelona de la Casa de l'Ardiaca, i el material fotogràfic, al dipòsit ubicat en un contenidor condicionat i adossat a una façana d'aquest mateix edifici. Val a dir que, durant el període d'obres, la Secció no tancà mai la consulta pública. A partir de la segona meitat dels anys 1980 i els primers anys 1990. s'incorporen a la consulta pública moltes fotografies que fins llavors havien restat als dipòsits.
L'any 1993, en el mateix marc d'aplicació del Projecte d'ordenació d'arxius, després d'un estudi més detallat sobre els fons fotogràfics gestionats en els diferents arxius i oficines municipals i d'acord amb el director de l'Àrea de Cultura de l'Ajuntament de Barcelona, Ferran Mascarell, es decidí unificar els arxius fotogràfics més significatius amb la finalitat de crear un únic centre dedicat a la fotografia per garantir la millor conservació i organització d'aquests documents que, per les seves característiques, esdevenen especialment delicats. D'aquesta manera es produeix l'annexió a la Secció de Fotografies de l'AHCB de dos arxius organitzats: l'Arxiu Fotogràfic de Museus (AFM), el setembre de 1993 i l'arxiu de l'Oficina Tècnica d'Imatge (OTI), el febrer de 1994. Paral·lelament es van incorporar els fons de Barcelona Holding Olímpic, SA (HOLSA), el gener de 1994.

### Anys noranta
L'octubre de 1993, durant la reforma de la Casa de l'Ardiaca, l'AF es traslladà a la segona planta del Convent de Sant Agustí Vell, on ja estava ubicat l'AFM. El gener de 1994 s'incorpora ren els fons d'HOLSA i el mes següent arribà l'arxiu de l'OTI. Inicialment es tractava d'un espai provisional, ja que la Secció s'havia d'ubicar al Convent dels Àngels, però finalment aquest projecte no va reeixir i l'AFB restà, provisionalment, al Convent de Sant Agustí. L'espai era petit i tenia moltes carències, però per primera vegada es disposa d'un dipòsit amb control climàtic i d'un laboratori fotogràfic propi. En aquest moment, el cap de la Secció passa a ser Rafel Torrella i Reñé.
En aquest procés d'unificació, no solament s'annexionaren i incorporaren els fons fotogràfics, sinó que també ho feren els tècnics que hi treballen i els serveis que s'ofereixen. Es va iniciar, així, un llarg i complex període de canvi i integració amb l'objectiu d'aconseguir homogeneïtzar i actualitzar l'organització arxivística i potenciar la conservació dels fons. En el període inicial d'integració, 1994-1996, s'intentà aplicar una nova classificació temàtica als fons, s'estableix la codificació de les fotografies per al seu arxivament, s'obrí un nou sistema de registre de les fotografies, es migra la informació de BASIS, procedent de l'OTI, al nou sistema de gestió documental BRS/SEARCH, s'amplià el Manual de descripció BIMA de l'OTI i s'elaboraren diferents llistats per accedir a la documentació. Pel que fa a l'ingrés de fons, s'aturà la crònica gràfica i els fons s'incrementaren bàsicament de les fotografies que fan els mateixos fotògrafs de l'arxiu a conseqüència del servei fotogràfic als museus i d'algun reportatge esporàdic. Destaca un reportatge en el marc del projecte de solidaritat de l'Ajuntament de Barcelona amb Sarajevo realitzat pel fotògraf de l'AF Jordi Calafell. També el 1994, i fruit del treball de diversos anys, es publicà la Guia de l'Arxiu Històric de la Ciutat amb el corresponent apartat dedicat a l'Arxiu Fotogràfic.
A finals dels 1990 es va encetar una nova línia de treball definint criteris en sectors bàsics: ingrés de fons, tractament d'arxiu i conservació i difusió. Aquest procés de normalització va culminar l'any 2000 amb la redacció i posada en marxa del Pla de viabilitat de l'Arxiu Fotogràfic 2000-2003, la creació d'un equip de treball i la suspensió del servei fotogràfic als museus. L'any 2002, Xavier Tarraubella substituí Manuel Rovira en la direcció de l'AHCB. L'any 1999 s'iniciaren les gestions per assolir una infraestructura adequada que permeti desenvolupar correctament les funcions de l'Arxiu. Aquest procés arriba al seu zenit l'any 2005 amb el projecte i execució de les obres de reforma i ampliació de l'Arxiu Fotogràfic.
Els fons s'enriquiren amb reportatges de la ciutat realitzats pels fotògrafs de l'Arxiu Jordi Calafell i Ramon Muro, amb transferències extraordinàries d'alguns sectors de l'Ajuntament de Barcelona, com ara 13.000 negatius fets per Joaquim Domínguez, de Relacions Públiques i Protocol, negatius de vidre de gran format del Pla de la Ciutat, tiratges de les obres de seguiment de la reforma de la Via Laietana del Museu d'Història de la Ciutat o 13.000 fotografies de la ciutat fetes per Jaume Ribera, del Sector d'Urbanisme. Així mateix, es realitzà alguna adquisició, com la compra de quasi mil fotografies del fotògraf amateur Joan Tous, la donació del fons personal del cònsol d'Espanya a Ciutat del Cap durant la Segona República Espanyola, Juan Lapuente, o la compra de bona part del fons de la reconeguda fotògrafa Colita.

### Seglexxi
L'any 2004, després d'un estudi de mercat, es posà en marxa un projecte de comercialització de reproduccions fotogràfiques per a usos comercials a través d'Internet. Aquest projecte permet oferir un bon servei d'accés a la informació i a la documentació al ciutadà, així com disposar d'un mitjà de venda de les fotografies més rendible i més estès. També es va regularitzar la compra de llibres especialitzats en fotografia i es va obrir al públic la biblioteca auxiliar. Quant a la divulgació dels fons, cal destacar la participació de l'AFB a diverses exposicions en el certamen de la Primavera Fotogràfica de Catalunya. Paral·lelament, es va iniciar la col·lecció de llibres Memòria fotogràfica amb dos volums que recullen les tres primeres exposicions.
A partir d'aquest moment fins a l'actualitat s'ha incidit especialment en el tractament de l'arxiu i en la seva conservació i difusió. L'eix vertebrador i el treball principal d'aquest pla ha estat l'elaboració de la Guia-Inventari dels fons i col·leccions de l'Arxiu Fotogràfic de l'AHCB (2007). El 2009 es va constituir com a centre patrimonial dins del Sistema Municipal d'Arxius, deixant de dependre de l'Arxiu Històric de la Ciutat, sota la direcció de l'arxiver Jordi Serchs, mentre el volum del fons s'acosta als tres milions de fotografies.

## Edifici
Històricament la seu de l'Arxiu Fotogràfic de Barcelona (AFB) fou la Casa de l'Ardiaca, però, des de l'any 1993 està situat a la segona planta de l'antic Convent de Sant Agustí, que fou també caserna militar i posteriorment va ser habitada en una tercera part per la biblioteca del MNAC. L'any 1999 s'inicien les gestions per assolir una infraestructura adequada que permeti desenvolupar correctament les funcions de l'arxiu i l'any 2005 es fa una reforma d'ampliació de les instal·lacions de l'arxiu que donarà lloc a l'actual seu de l'Arxiu Fotogràfic de Barcelona (AFB).
La nova seu de l'Arxiu Fotogràfic, amb una superfície de 1.589 m², disposa d'espais condicionats i degudament equipats per realitzar les funcions de l'Arxiu: vestíbul, sala d'exposicions, sala de consulta, sala de treball de fons fotogràfics, sala de reunions, despatxos per al personal, laboratori de conservació, laboratori de reproducció, laboratori fotogràfic, magatzem i set dipòsits per conservar les fotografies.

### Dipòsits

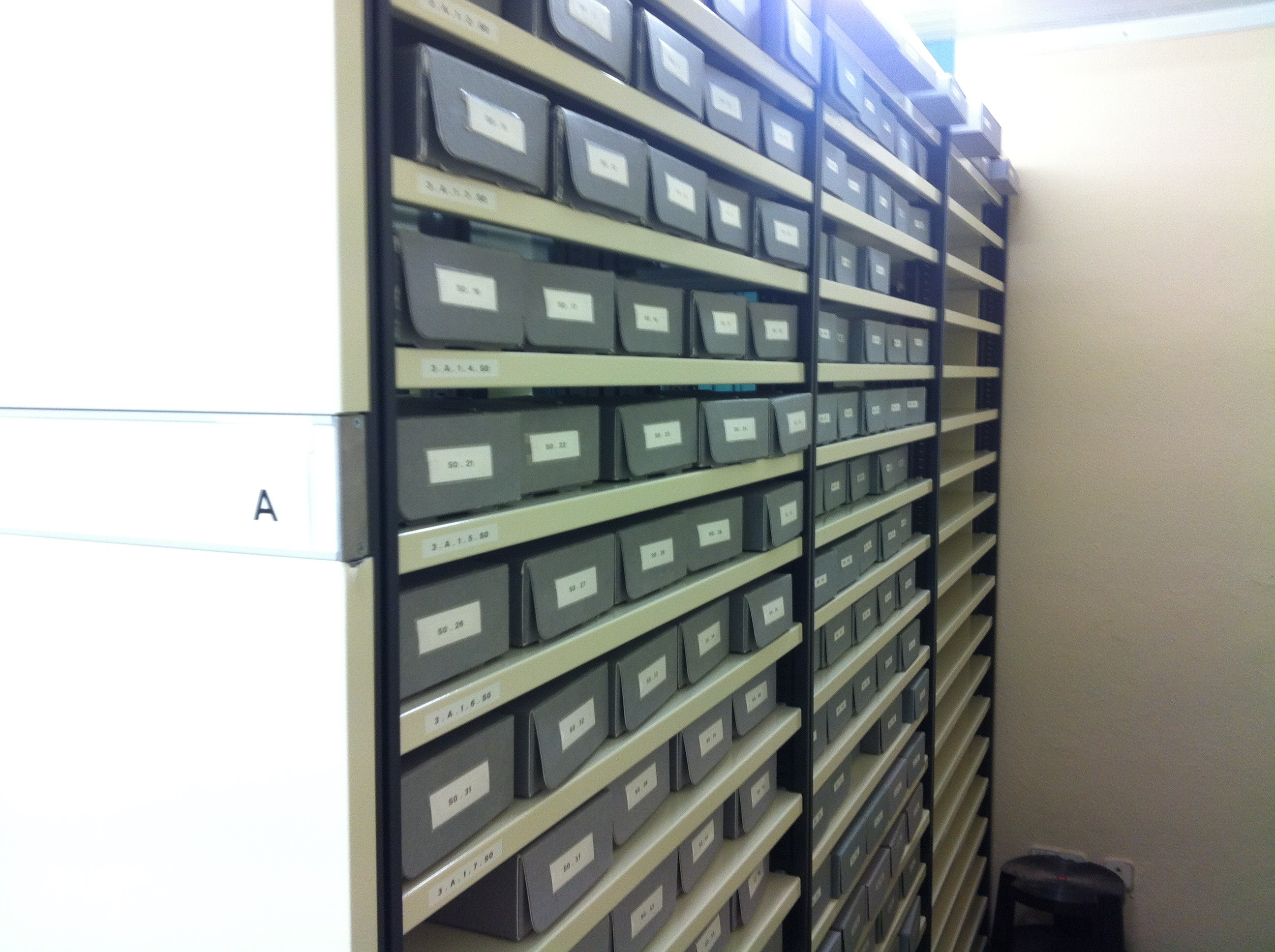
Dipòsits de l'Arxiu Fotogràfic de Barcelona

Quant als dipòsits, en total hi ha set espais, dos dipòsits de prearxivatge i cinc d'arxiu definitiu. Els dipòsits de prearxivatge, amb una superfície de 118 m², disposen del mobiliari escaient (compactus, prestatgeries i planeres metàl·lics) i de control d'humitat i temperatura. Els dipòsits d'arxiu definitiu ocupen una superfície de 170 m² i estan distribuïts de la manera següent: un dipòsit per a positius sobre paper, dos dipòsits per a negatius de vidre i polièster, un dipòsit per
a negatius de nitrat, acetat i material en color i un dipòsit per a grans formats. Tots ells estan equipats amb el mobiliari específic per a la millor conservació de cada tipus de fotografia i de climatització i instal·lacions de seguretat. La temperatura està estabilitzada en uns 20 °C i la humitat relativa en un 40%, tret del dipòsit de nitrats, acetats i color, on la temperatura es manté a 7 °C i la humitat relativa entre el 40 i 50%. Els aparells que renoven l'aire disposen de filtres de seguretat i tots el dipòsits tenen doble porta de seguretat i aïllament, així com instal·lacions de detecció i extinció d'incendis per gas FE/13.

### Sala de consulta i d'exposicions
La sala de consulta disposa d'una zona per a la consulta de còpies digitals per pantalla i una altra per a la consulta dels documents originals. La sala d'exposicions és un espai senzill i polivalent, de 178 m², equipat amb plafons mòbils i amb la il·luminació adient per exhibir fotografies. Aquesta sala permet difondre de forma afable i atractiva el patrimoni fotogràfic de l'Arxiu.

## Fons i col·leccions
L'Arxiu Fotogràfic de Barcelona conserva més de dos milions vuit-centes mil fotografies de totes les tipologies, suports, formats, procediments, continguts i autories, des l'any 1844 fins a l'actualitat.
Fotògrafs professionals i amateurs, editorials, personalitats de la societat barcelonina, institucions, famílies, ciutadans i el mateix Ajuntament, han nodrit al llarg dels anys aquest arxiu.
S'hi troben tipologies ben diverses que van des de daguerreotips, ambrotips o ferrotips a positius sobre pel·lícula de plàstic passant per autocroms o papers a l'albúmina.
La temàtica d'aquestes fotografies és, essencialment, la ciutat de Barcelona, d'entre les quals destaquen alguns blocs temàtics de gran volum que corresponen a esdeveniments com ara l'Exposició Universal de 1888, la reforma de la Via Laietana de 1909, l'Exposició Internacional de Barcelona de 1929 o els Jocs Olímpics de 1992. També conserva imatges de gran vàlua de pobles de Catalunya, de ciutats d'Espanya i d'altres països.
Pel que fa a l'autoria de les fotografies, la varietat i la notorietat dels fotògrafs és ben destacada. Hi ha fotografies d'autors i nissagues lligats a la ciutat de Barcelona des dels inicis de la fotografia fins a l'actualitat: Fotògrafs Napoleon, Antoni Esplugas i Puig, Pau Audouard i Deglaire, Joan Martí, Frederic Ballell, Josep Badosa Montmany, Josep Postius, Pérez de Rozas, Colita, Eduard Olivella, Eugeni Forcano, Jacques Léonard i un llarg etcètera
Es tracta, doncs, d'un ric i valuós conjunt fotogràfic que ajuda a reconstruir i a seguir l'evolució de la història de la ciutat i de la història de la fotografia catalana.
Pel que fa a l'objecte fotogràfic, es conserven gairebé tots els suports, formats i procediments fotogràfics existents en la història de la fotografia. Hi ha des de daguerreotips, ambrotips o ferrotips fins a positius sobre pel·lícula de plàstic, passant per autocroms, papers a l'albúmina, cianotípies, platinotípies, negatius de nitrat, negatius i positius sobre vidre o papers RC, entre d'altres. I tot això, en formats tan variats que van des del 3 x 3 cm fins al 50 x 350 cm. La presentació de les fotografies és també molt representativa de la varietat que mostra la seva història: fotografies soltes, els diferents formats del retrat del segle xix (carte de visite, targeta imperial, boudoir, gabinetto), suports secundaris de l'autor, carpetes, àlbums, etc. També es disposa d'una important col·lecció de postals formada per més de 20.000 peces.
L'abast cronològic s'estén de 1839, data d'inici de la fotografia, fins a l'actualitat, si bé amb buits cronològics produïts, entre altres motius, per la falta d'una política d'ingressos durant bona part de la història de l'AFB. Cal destacar que l'AFB és, a Catalunya, el centre que conté el més important conjunt de materials del segle xix i és per aquesta raó que es valora i es pretén completar en el futur 

## Serveis
L'Arxiu Fotogràfic disposa de diversos serveis:
- Consulta de la documentació. La consulta és lliure i està subjecta al Reglament d'Accés a la Documentació Municipal i, per aquest motiu, alguns documents són d'accés restringit o reservat. L'Arxiu disposa d'un web de consulta i venda d'imatges que conté una selecció de fotografies dels fons de l'arxiu i d'un catàleg en línia.[8]
- Reproducció de documents. Reproducció en diferents formats, mitjans i suports, seguint els procediments i aplicant les taxes i els preus aprovats.
- Biblioteca auxiliar especialitzada en fotografia, amb més de 1.000 volums per a consultar.
- Visites guiades. Visites comentades per a grups a les exposicions temporals. També visites comentades a les seves instal·lacions per a tècnics i professionals de fotografia i d'arxiu.